# Чубикін Сергій Миколайович
Сергій Миколайович Чубикін (рос. Сергей Николаевич Чубыкин; 8 березня 1985, м. Новокузнецьк, СРСР) — російський хокеїст, центральний нападник. Виступає за «Єрмак» (Ангарськ) у Вищій хокейній лізі. 
Вихованець хокейної школи «Металург» (Новокузнецьк). Виступав за «Металург» (Новокузнецьк), «Голден Амур», «Єрмак» (Ангарськ).